# Розалія (Канзас)
Розалія (англ. Rosalia) — переписна місцевість (CDP) в США, в окрузі Батлер штату Канзас. Населення — 149 осіб (2020).

## Географія
Розалія розташована за координатами 37°48′57″ пн. ш. 96°37′30″ зх. д. / 37.81583° пн. ш. 96.62500° зх. д. (37.815847, -96.625002).  За даними Бюро перепису населення США в 2010 році переписна місцевість мала площу 3,29 км², уся площа — суходіл.

## Демографія
Згідно з переписом 2010 року, у переписній місцевості мешкала 171 особа в 65 домогосподарствах у складі 47 родин. Густота населення становила 52 особи/км².  Було 73 помешкання (22/км²).
Расовий склад населення:
| - 98,2 % — білих - 0,6 % — чорних або афроамериканців |

До двох чи більше рас належало 0,6 %. Частка іспаномовних становила 2,3 % від усіх жителів.
За віковим діапазоном населення розподілялося таким чином: 28,1 % — особи молодші 18 років, 57,9 % — особи у віці 18—64 років, 14,0 % — особи у віці 65 років та старші. Медіана віку мешканця становила 37,3 року. На 100 осіб жіночої статі у переписній місцевості припадало 134,2 чоловіків;  на 100 жінок у віці від 18 років та старших — 95,2 чоловіків також старших 18 років.
Середній дохід на одне домашнє господарство  становив 56 030 доларів США (медіана — 62 917), а середній дохід на одну сім'ю — 65 419 доларів (медіана — 65 417). Медіана доходів становила 35 000 доларів для чоловіків та 19 375 доларів для жінок. За межею бідності перебувало 12,8 % осіб, у тому числі 0,0 % дітей у віці до 18 років та 16,7 % осіб у віці 65 років та старших.
Цивільне працевлаштоване населення становило 56 осіб. Основні галузі зайнятості: освіта, охорона здоров'я та соціальна допомога — 30,4 %, будівництво — 21,4 %, транспорт — 16,1 %, мистецтво, розваги та відпочинок — 14,3 %.